# Merxat Yalkun
Merxat Yalkun (uigurisch مېرشات يالقۇن Mërshat Yalqun, chinesisch 米热夏提·亚里坤 Mǐrèxiàtí Yàlǐkūn, * 20. Juli 1991 in Urumqi, Xinjiang, Volksrepublik China), besser bekannt als Mi Re, ist ein chinesischer  Schauspieler und Model uigurischer Abstammung.

## Leben und Karriere
Yalkun studierte an der Shanghai Theatre Academy. Mit 22 Jahren begann er seine Karriere als Fashionmodel, indem er am Asian Sportsman Contest 2014 teilnahm, wo er unter die besten 10 kam. Ein Jahr später beendete er seine Karriere als Model.
Sein Debüt als Schauspieler gab er 2014 in der Serie Cosmetology High. Anschließend war er 2015 in Legend of Ban Shu zu sehen. Im selben Jahr trat er in The Backlight of Love auf. Außerdem spielte Yalkun 2016 in Demon Girl mit. Unter anderem setzte er 2019 seine Karriere in der Serie Please Give Me a Pair of Wings fort. 2022 bekam er in dem Film Journey to the North eine Hauptrolle.

## Filmografie (Auswahl)
Filme
- 2021: The Kingdom of Women
- 2022: Journey to the North

Serien
- 2014: Cosmetology High
- 2015: Legend of Ban Shu
- 2015: The Backlight of Love
- 2016: Demon Girl
- 2019: Please Give Me a Pair of Wings
- 2020: Consummation
- 2021: Sweet Teeth
- 2022: My Sassy Princess